# 阿代爾 (愛達荷州)
阿代爾（英語：Adair）是位於美國愛達荷州肖肖尼縣的一個非建制地區。

## 地理
阿代爾的座標為47°20′32″N 116°36′44″W / 47.34222°N 116.61222°W，而該地的平均海拔高度為1150米（即3770英尺）。